# Польско-казацко-татарская война
Польско-казацко-татарская война — боевые действия на Украине между Речью Посполитой и Османской империей (в реальности — между Гетманщиной и Крымским ханством) в 1666—1671 гг. Они были одним из последствий русско-польской войны 1654—1667 годов и явились прелюдией к польско-турецкой войне 1672—1676 годов.

## Предыстория
В результате начавшейся в 1657 году гражданской войны Украина, фактически, в 1660 году раскололась на две части: Левобережную Украину, вошедшую в состав Русского государства, и Правобережную Украину, подчинявшуюся Речи Посполитой. В 1663 году гетман Юрий Хмельницкий (формально — гетман всего казачества, фактически его власть признавали лишь на Правобережье) отрёкся от власти, и на Правобережье на его место был избран Павел Тетеря — сторонник Речи Посполитой; гетманом Левобережья стал Иван Брюховецкий. Генеральным есаулом в правобережном войске при Тетере стал Пётр Дорошенко. После того, как разбитый Брюховецким Тетеря бежал с Украины, в 1665 году гетманом Правобережья был избран Дорошенко.

## Крымское ханство
После поражения польского короля Яна II Казимира на Левобережной Украине в 1663—1664 годах и начала беспорядков внутри Речи Посполитой всё большая часть крымскотатарской знати не видела смысла в дальнейшем поддержании союза с Польшей и думала о присоединении Украины к Крымскому ханству, но хан Мехмед IV Герай не хотел разрыва союза. В 1666 году это привело к бунту части крымских беев, ситуация на Украине привлекла внимание великого визиря Фазила Ахмет-паши Кёпрюлю. В Крым прибыли турецкие войска, султан Мехмед IV сместил хана Мехмеда IV Герая и поставил на его место Адиль Герая.

## Начало войны
В 1666 году Дорошенко, стремясь объединить под своей властью всю Украину, признал себя вассалом Османской империи, и ему на помощь прибыли 20-30 тысяч татар под командованием калги Девлет Герая. 19 декабря 1666 года объединённые татарско-казацкие силы в битве под Браиловом разбили коронное войско под командованием полковника Себастьяна Маховского. 30 января (9 февраля) 1667 года Речь Посполитая подписала с Россией Андрусовское перемирие и полностью сосредоточилась на борьбе с казаками и татарами.
Польный гетман коронный Ян Собеский начал готовить население Подолья и Люблинщины к обороне. Как он и предвидел, весной 1667 года 16-20 тысяч татар Девлет Герая и 15 тысяч казаков Дорошенко двинулись на Червоную Русь. Истерзанная многолетними войнами Речь Посполитая не могла оказать помощи, и Яну Собескому пришлось опираться на местные ресурсы. Ему удалось (с учётом гарнизонов и частных войск) собрать 15 тысяч человек. Также были вооружены крепостные крестьяне, которые, хотя и были православными русинами, но под угрозой татарских грабежей были готовы воевать против казаков Дорошенко.
Чтобы противостоять превосходящему противнику, Собеский разделил свои силы, усилив гарнизоны на предполагаемых путях татарского вторжения, а сам с 3 тысячами войска встал под Каменец-Подольским. Эта тактика оказалась успешной, и татары повсюду встречали отпор, неся при этом существенные потери. Видя, что избранный образ действий не приносит успеха, казаки и татары, объединив силы, двинулись в направлении Львова. Собеский преградил им дорогу, и после десятидневной битвы под Подгайцами калга Девлет Герай подписал с ним «вечный мир», который оказался лишь перемирием.

## 1671 год
В марте 1669 года Дорошенко созвал раду, на которой правобережное казачество решило передаться под власть турецкого падишаха. В 1669 году он перешёл в подданство турецкого султана. По договору 1669 года, заключенному Дорошенко с султаном Мехмедом IV, правобережная Подолия переходила под власть Турции и гетман обязывался оказать ей военное содействие.
Этот договор с Турцией погубил дело Дорошенко в глазах народа. Большая часть казаков отхлынула от Дорошенко к его противнику — запорожскому писарю Суховиенку, на место которого скоро был избран гетманом уманский полковник Михайло Ханенко, признанный и польским правительством. Помощь Турции на время отклонила беду от Дорошенко: турецкий посол отвёл крымские орды, вместе с Ханенком и Суховиенком осадившие Дорошенко; затем на помощь последнему присланы были белгородские татары, с которыми он окончательно разбил своих противников.
Крымский хан Адиль Герай начал переговоры с запорожцами о взаимной помощи, что помогло бы Крыму перестать быть вассалом Османской империи. Когда об этом узнали в Стамбуле, то он был отстранён от власти, и в 1671 году Мехмед IV сделал крымским ханом Селима I. Дорошенко, надеясь, что с турецкой помощью он сможет объединить под своей властью всю Украину, соединил свои силы с силами нового хана и возобновил войну с Речью Посполитой.
В этой ситуации Ян Собеский, имея всего 4 тысячи человек, выступил на Украину и, разбив 26 августа казацко-татарские силы в битве под Брацлавом, занял много городов и сёл. Наконец, 21 октября Собеский разбил противника в битве при Кальнике. Так как крымский хан в это время был занят подавлением бунта черкесов на Кавказе, то возник шанс полного покорения Украины, и на поле боя прибыл сам король с посполитым рушением и литовским войском. Однако до этого не дошло: из-за интриг врага Собеского — великого гетмана Литовского Михаля Паца — стоящее в Дубенке литовское войско было распущено, а не получившие жалованья солдаты разошлись по домам. Король Михаил Корибут Вишневецкий не пожелал передать Собескому командование над посполитым рушением и распространил среди шляхты слух о том, что никаких татар на Украине уже нет.
В 1672 году в Варшаву прибыл турецкий посол, который привёз султанский фирман с объявлением войны. Так началась новая польско-турецкая война.